# 金東浩 (演員)
金東浩（1985年8月17日—），曾用藝名姜東浩，韓國男演員。

## 個人生活
2023年9月，宣佈與前女團Hello Venus成員慎胤祖於同年11月結婚。

## 演出作品

### 電視劇
- 2011年：MBC《一閃一閃亮晶晶》飾演 姜大範
- 2011年：TV朝鮮《拯救高奉實歐巴桑》
- 2012年：KBS《暴力羅曼史》飾演 金溙漢
- 2012年：KBS《順藤而上的你》飾演 韓圭賢（客串）
- 2016年：Naver TVCast《My Runway》
- 2016年：SBS《愛是點點滴滴》飾演 尹桐俊
- 2020年：JTBC《優雅的朋友們》飾演 徐柱元
- 2023年：KBS《婚禮大捷》飾演 安棟健

### 電影
- 2014年：《某一天初戀闖進來了》

### 音樂劇
- 2005年：《秘密庭園》
- 2006年：《Greece》
- 2006年：《少年維特的煩惱》
- 2006年：《仲夏夜的惡夢》
- 2007年：《尋找金鐘旭》
- 2007年：《Greece》
- 2007年：《Beautiful Game》
- 2008年：《Thrill Me》
- 2008年：《Hamlet 2》
- 2009年：《Dracula: The Musical?》
- 2009年：《Singles》
- 2009年：《Greece》
- 2010年－2011年：《宮》
- 2012年：《光化門戀歌2》
- 2013年：《歌舞青春》

### 舞台劇
- 2010年：《True West》
- 2011年：《屋塔房小貓》

### MV
- 2017年：1NB《스토커 (Stalker)》

## 綜藝節目
- 2012年：《青春不敗2》（與荷拉、姜志燮共同出演）
- 2012年：《男心女心》

## 外部連結
- NAVER （页面存档备份，存于）
- 金東浩的X（前Twitter）
- 金東浩的Instagram帳戶